# غلنوود (ألبرتا)
غلنوود (بالإنجليزية: Glenwood, Alberta)‏ هي قرية تقع في كندا في Cardston County. يقدر عدد سكانها بـ 287 نسمة ومساحتها 1.46 كم2 .